# Imre Thököly
Imre Thököly (Kežmarok, 1657 – İzmit, 1705) è stato un nobile e condottiero ungherese.

## Biografia
Nel 1670 suo padre István Thököly fu ucciso dagli austriaci per aver preso parte alla congiura di Ferenc Wesselényi nel castello di Árva; il giovane Thököly fu costretto a spostarsi in Transilvania presso la corte di Michele I Apafi.
Nel 1678, confidando nell'aiuto di Luigi XIV di Francia, attaccò le truppe asburgiche, riportando nel 1681 una netta vittoria insieme alle forze di Michele I Apafi e del pascià di Oradea.
Nel 1682 ottenne dal sultano l'investitura a principe dell'Alta Ungheria; l'anno successivo partecipò all'assedio di Vienna, riportando una bruciante sconfitta, ma rifiutando di arrendersi.
Intercettato a Prešov, fu definitivamente sconfitto. Nel 1685 i Turchi lo esautorarono e lo incarcerarono, accusandolo di alto tradimento, per poi ridargli la libertà e il comando di un piccolo esercito nel 1686.
Inviso al popolo, fu nuovamente arrestato a seguito di delazioni. Morto Michele I Apafi divenne principe di Transilvania ed ottenne dal Sultano un esercito di 16000 uomini, con il quale sconfisse le truppe imperiali nello stesso anno.
Non gradito in Transilvania, il 25 ottobre 1690, dopo appena un mese e tre giorni di regno, dovette fuggire dalla Transilvania.
Nel 1699, in seguito alla pace di Carlowitz, fu esiliato presso il Sultano.